# قول‌لار، آغ‌دام
قول‌لار (به لاتین: Qullar) یک منطقهٔ مسکونی در جمهوری آذربایجان است که در شهرستان آغ‌دام واقع شده‌است.